# Chamberlain Waits
Chamberlain Waits is het tweede studioalbum van de Amerikaanse punkband The Menzingers. Het album werd uitgegeven op 13 april 2010 op cd en lp via het platenlabel Red Scare Industries. Een cassette-versie van het album is uitgegeven door het label Epitaph Records.
Het nummer "I Was Born" werd later op 13 maart 2010 samen met twee nieuwe nummers uitgegeven op de ep I Was Born via Red Scare Industries.

## Nummers
1. "Who's Your Partner?" - 2:03
2. "I Was Born" - 2:44
3. "Home Outgrown" - 2:46
4. "Deep Sleep" - 2:37
5. "Time Tables" - 3:12
6. "Male Call" - 2:01
7. "Tasker-Morris Station" - 2:03
8. "So It Goes" - 2:23
9. "No We Didn't" - 1:34
10. "Rivalries" - 3:42
11. "Come Here Often?" - 2:07
12. "Chamberlain Waits" - 3:29

## Muzikanten
| The Menzingers - Tom May - gitaar, zang - Joe Godino - drums - Greg Barnett - gitaar, zang - Eric Keen - basgitaar | Aanvullende muzikanten - Brendan Kelly - zang (track 8) |